# Cinclus
Cinclus é um gêneros de aves passeriformes pertencentes à subordem Passeri.

## Espécies
O gênero contém 5 espécies:
- Cinclus cinclus (Linnaeus, 1758)
- Cinclus pallasii Temminck, 1820
- Cinclus mexicanus Swainson, 1827
- Cinclus leucocephalus Tschudi, 1844
- Cinclus schulzii Cabanis, 1882